# Louis Zborowski
El conde Louis Vorow Zborowski (20 de febrero de 1895-19 de octubre de 1924) fue un piloto e ingeniero automovilístico británico. Diseñó una serie de vehículos para batir récords de velocidad denominados Chitty Bang Bang, nombre que se haría posteriormente muy popular gracias al relato de Ian Fleming y a una película con el mismo título.    

## Antecedentes
Su padre, William Eliot Morris Zborowski (1858-1903), también piloto automovilístico, había fallecido en 1903 a consecuencia de un accidente durante la ascensión a La Turbie, en Niza. Su madre era una rica heredera estadounidense, Margaret Laura Astor Carey (1853-1911), nieta de William Backhouse Astor, Sr. y de Margaret Rebecca Armstrong, miembros de la influyente familia Astor. Había sido la señora Stuers antes de su divorcio y matrimonio en 1892 con Eliot Zborowski.

## Primeros años

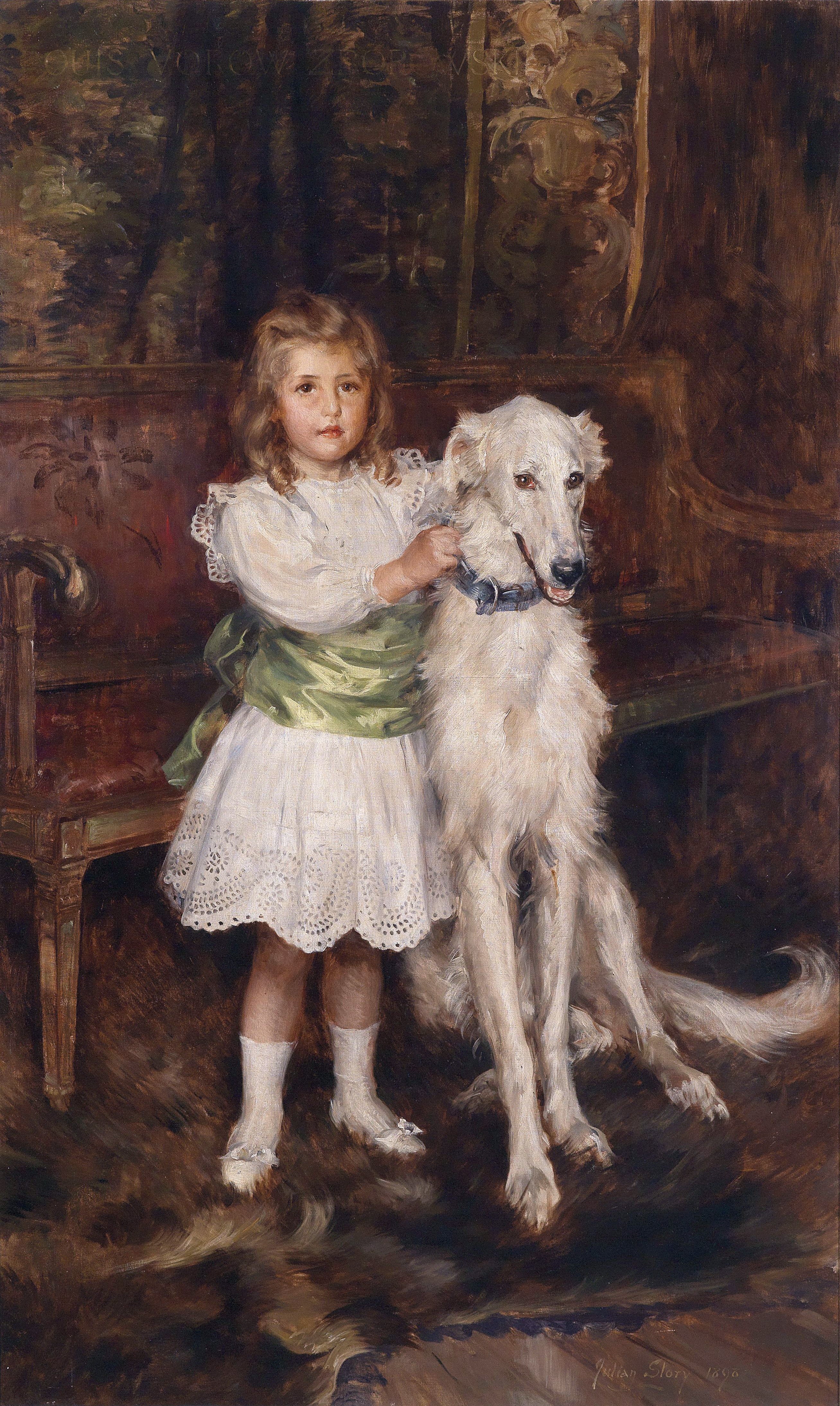
Louis Zborowski de niño (retrato obra de Julian Russell Story, 1898)

Después de la muerte de su padre en 1903, su madre compró en 1910 una finca en Higham Park en Bridge, cerca de Canterbury (Kent), por la que pagó 17.500£ a los gestores del patrimonio del banquero londinense William Gay. La propiedad incluía una granja, 91 hectáreas de terreno y doce casas. La señora Zborowski encargó inmediatamente una reforma valorada en 50.000 £ de la casa proyectada por el arquitecto Joseph Sawyer.
A su muerte en 1911, su hijo Louis de 16 años de edad se convirtió instantáneamente en el cuarto joven de menos de 21 años más rico del mundo, con 11 millones de libras en efectivo y numerosas posesiones inmobiliarias en los Estados Unidos, incluyendo casi 3 ha en Manhattan y numerosos bloques de viviendas en la Quinta Avenida de Nueva York.
La carrera de Zborowski como corredor aficionado abarcó una amplia serie de experiencias. Se convirtió en patrón de Aston Martin.
Corrió en los años 1922 y 1923 el II y el III GRAN PREMIO INTERNACIONAL PENYA RHIN en el Circuito de Vilafranca del Penedès (Barcelona), conduciendo siempre Aston Martin quedando en las dos ediciones en 2ª posición. Brooklands y en el Gran Premio de Francia de 1923. En 1921 estuvo designado para conducir uno de los Sunbeam representando a Gran Bretaña en Le Mans, pero finalmente  disputó la carrera Internacional Shelsley Walsh, la prueba de montaña más importante de Inglaterra.

## Diseños automovilísticos

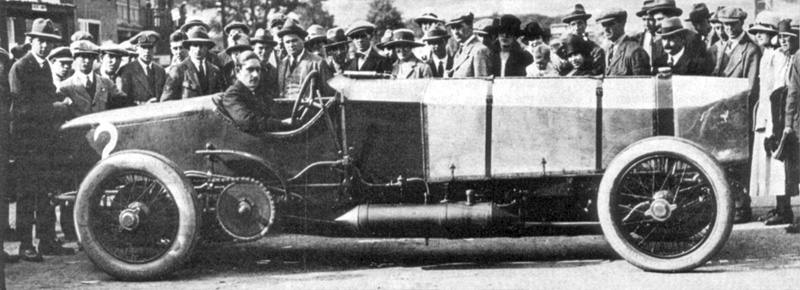
Louis Zborowski conduciendo el Chitty Bang Bang 1 en Brooklands

Zborowski diseñó y construyó cuatro de sus propios coches de carreras en los establos de su propiedad de Higham Park, asistido por su ingeniero y copiloto Clive Gallop, quien más adelante sería mecánico de a bordo con los "Bentley Boys".
El primero de estos coches era propulsado por un motor de aviación Maybach de seis cilindros y 23.093 cc, y recibió el nombre de "Chitty Bang Bang". El segundo "Chitty Bang Bang" contaba con un motor de aviación Benz de 18.825 cc; y el  tercero estaba basado en el chasis de un Mercedes 28/95, pero estaba equipado con otro motor de aviación, un Mercedes de seis cilindros y 14.778 cc. Este último fue conocido como el "Mercedes Blanco". Estos coches lograron algunos éxitos en el circuito de Brooklands.
Otro coche, también construido en Higham Park con un enorme motor de aviación norteamericano, un Liberty L-12 de 27 litros, se denominó "Higham Special". Después de la  muerte de Zborowski, este vehículo fue adquirido por J. G. Parry-Thomas para intentar batir el récord de velocidad en tierra. Piloto y diseñador, Thomas mejoró el coche y lo rebautizó como "Babs". En abril de 1926, consiguió batir el récord del mundo de velocidad, superando las 170 mph en Pendine Sands. Un segundo intento de Thomas sobre la misma pista en 1927 resultó fatal. El automóvil capotó a más de 100 mph y se incendió a continuación, matando a Thomas. "Babs" ha sido restaurado, y se exhibe en el museo de la velocidad de Pendine Sands en los meses de verano, y en el Museo de Brooklands durante el resto del año.
En enero de 1922, Zborowski, su mujer Vi, Clive Gallop y Pixi Marix, junto con un par de mecánicos, viajaron con el "Chitty Bang Bang 2" y con el "Mercedes Blanco" a través del Mediterráneo para conducir por el Desierto del Sáhara en la expedición equipada con vehículos oruga organizada por Citroën.

## Final de su carrera

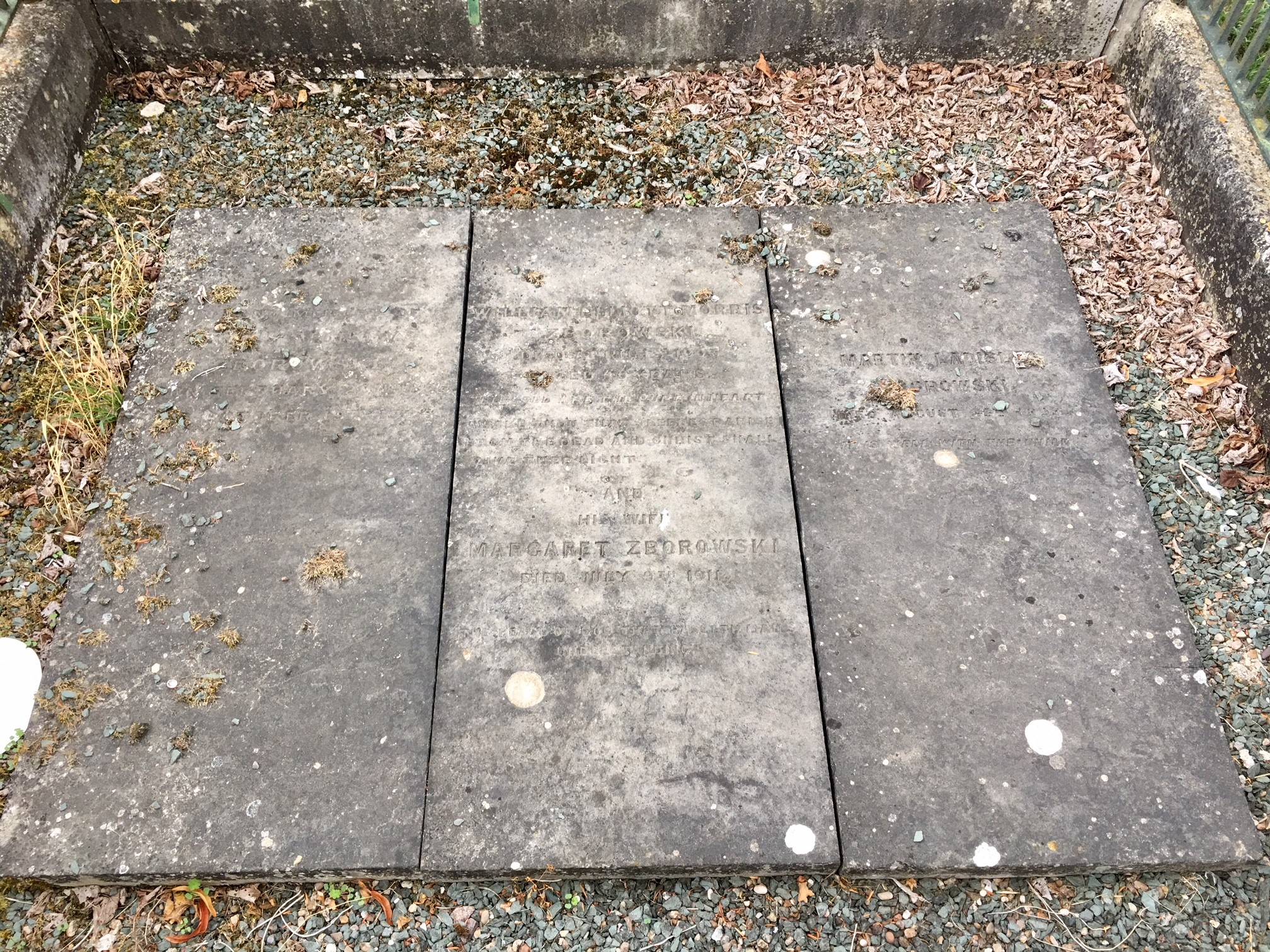
La tumba de Louis Zborowski en el patio de St James, Burton Lazars

Durante la temporada de 1923, Zborowski condujo un Bugatti en las 500 Millas de Indianápolis; mientras que en el Gran Premio de Italia disputado en Monza pilotó un monoplaza Miller 122, diseñado por el ingeniero estadounidense Harry Arminius Miller.
Se unió al equipo Mercedes en 1924, resultando muerto en uno de sus coches después de chocar con un árbol durante el Gran Premio de Italia disputado en Monza. Tenía 29 años de edad.

## Legado
- Zborowski era un entusiasta del ferrocarril, e instaló un circuito con un ancho de vía de 15 pulgadas (0,381 m) alrededor de su propiedad en Kent, conocido como el Ferrocarril de Higham. Esta línea formaba parte de la idea, compartida por Zborowski y su amigo el Capitán J.E.P. Howey, de construir una línea de pasajeros de larga distancia con el mismo ancho. Estudiaron muchas posibles ubicaciones, pero finalmente se decidieron a construir un tramo de 23 km de largo, en lo que hoy es el Ferrocarril de Romney, Hythe y Dymchurch[7] en Kent, un transporte local actualmente convertido en una atracción turística popular. Zborowski encargó una locomotora de vapor Bassett-Lowke, que ya estaba operativa en el ferrocarril que rodeaba su propiedad en 1924. Esta locomotora fue adquirida por el Ferrocarril de Fairbourne en Gales, y tras la muerte de Zborowski recibió el nombre de  "Count Louis" (Conde Luis) en su honor. Permaneció en servicio hasta el año 1988. Zborowski también compró las primeras locomotoras, fabricadas por "Davey Paxman & Co."[8] de Essex, para el Ferrocarril de Romney, Hythe y Dymchurch. El pedido (y el proyecto) fueron continuados por el Capitán Howey en solitario.

- El libro infantil escrito por Ian Fleming, Chitty Chitty Bang Bang, y la película musical subsiguiente, estaba inspirado en su admiración por las proezas del Conde. Cuando era un escolar, Fleming había visto a Zborowski corriendo en Brooklands,[9] y posteriormente había visitado Higham Park (entonces rebautizado como Highland Court) como amigo de su propietario, Walter Whigham, presidente del Banco "Robert Fleming & Co.", fundado por el abuelo de Ian. En el tercer libro, Zborowski es un personaje importante, describiéndose su relación con Chitty y aludiéndose a su futuro fatal accidente.

## Resultados en las 500 Millas de Indianápolis
| Año     | Coche   | Salida  | Calif   | Puesto  | Final   | Vueltas | Líder | Retirado |
| ------- | ------- | ------- | ------- | ------- | ------- | ------- | ----- | -------- |
| 1923    | 27      | 5       | 91.800  | 15      | 20      | 41      | 0     | Barra    |
| Totales | Totales | Totales | Totales | Totales | Totales | 41      | 0     |          |

| Salidas      | 1 |
| Poles        | 0 |
| Primera fila | 0 |
| Victorias    | 0 |
| Top 5        | 0 |
| Top 10       | 0 |
| Retirado     | 1 |